# Moera
Moera est une banlieue de la cité de Lower Hutt située dans l’Île du Nord de la Nouvelle-Zélande.

## Situation
La banlieue est localisée dans le district urbain de la cité de Wellington, qui est la capitale du pays,
Elle est localisée au niveau de l’extrémité sud-est de la vallée du fleuve Hutt.

## Toponymie
On pense que la banlieue nommée Moera est une simplification de ‘Moe-i-te-ra’, signifiant "dormant au soleil".

## Histoire
Avant la colonisation par les Européens, le secteur de Moera était une partie du grand estuaire soumis à la marée à l’embouchure des ruisseaux Awamutu stream et Waiwhetū Streams.
Le côté sud de Waiwhetū Stream contenait un certain nombre de villages de l’iwi des Ngati Ira.
En 1843, William Trotter s’installa dans le secteur et établit un verger et une pépinière.
Le séisme de 1855 Wairarapa (en) suréleva la vallée de Hutt de 1 à 2 mètres, drainant ainsi naturellement l’estuaire marécageux.
La zone resta donc un terrain agricole jusqu’en 1926, quand les ateliers de chemin de fer de la ville de Petone (en) furent déplacés vers le secteur de Moera et le gouvernement sponsorisa la préfabrication de maisons ouvrières, construites par le Département des Chemins de fer et vendues aux familles.

## Influence
Les maisons des travailleurs, soit pratiquement 600 maisons en kit furent construites sur un plan simple et unique en 5 pièces.
L’ensemble du projet fut terminé en mai 1927.
Ceci fournit un modèle pour le développement des maisons d’État (en) dans les années suivantes.
De nombreuses parmi les maisons actuelles sont des cottages préfabriqués datant de cette époque, provenant des constructions du « Département des chemins de fer ».

## Caractéristiques
Moera fut le siège du terrain de course de Hutt Park Raceway à partir de 1860 jusqu’à ce que les courses de Harness et Greyhound cessent dans le parc en 2003.
Les 12 hectares du secteur du parc ont depuis été établis comme un terrain de sports et de loisirs, comprenant un centre de 7 courts de sport et un terrain de jeux couvert pour les enfants.
Le parc s’étend entre la zone industrielle sud de Lower Hutt et la zone résidentielle de Moera et est bordée par le ruisseau Waiwhetu Stream, la ligne de chemin de fer de la branche de Gracefield (en) ainsi que de la route de Randwick Road.
Un certain nombre d’installations à proximité, de sites et des propriétés sont complémentaires du parc.
Ceci comprend les propriétés privées commerciales situées entre Seaview Road et le ruisseau Waiwhetu Stream, le Seaview Urupa et le chemin piétonnier, qui relie le fleuve Hutt et le ruisseau Waiwhetu Stream.